# Калинино (Забайкальский край)
Кали́нино — село в южной части Нерчинского района Забайкальского края России. Входит в состав городского поселения «Приисковское».
Село расположено в 8 километрах от города Нерчинска, на правом берегу реки Шилки.

## Название
До 1923 года носило название Монастырское в честь находившегося здесь в XVIII веке Нерчинского Успенского мужского монастыря. 29 июля 1923 года село посетил председатель ВЦИК М. И. Калинин, который выступил здесь на митинге, беседовал с крестьянами, осматривал их хозяйства. В память о его посещении, в ноябре 1923 года село было переименовано в Калинино.

## История
На месте нынешнего села в ноябре 1653 года казаками Петра Бекетова был заложен Нерчинский острог. В 1658 году острог был перенесён на другое место — на острове между двумя рукавами реки Нерчи, а на старом месте остались заимки.
Согласно Сибирской Киприановской летописи, на этом месте был основан Нерчинский Успенский мужской монастырь. Согласно другим данным, монастырь был основан в 1706 году по указу Петра I. В 1712 году при монастыре была выстроена церковь Успения Пресвятой Богородицы. Образовавшееся возле монастыря селение получило название Монастырское. В 1773 году монастырь был закрыт по указу Екатерины II.
Основой экономической деятельности жителей села было хлебопашество, выращивание табака и подсолнухов, перевозка грузов, заготовка и продажа дров, выжигание угля и извести. В 1908 году в селе открылось двухклассное народное училище, в котором работали два учителя при 20-25 учениках.
В 1920 году, после установления советской власти Калинино стало волостным центром. В 1923 году село посетил М. И. Калинин, в честь которого оно было переименовано в Калинино. В 1925—1926 годы в селе функционировала сельскохозяйственная коммуна, которую в 1927 году сменила сельскохозяйственная артель «Новый путь» из 15 семей. В 1930 году в селе было образовано два колхоза — «Новый быт», на базе существующей артели и колхоз имени Калинина. В 1933 году колхозы были объединены в единый колхоз имени Блюхера. С 1939 года колхоз носил имя Валерия Чкалова. Позднее, в селе было открыто отделение птицесовхоза «Калининский».

## Население
| 1989 | 2002 | 2010 | 2021 |
| ---- | ---- | ---- | ---- |
| 587  | ↘458 | ↗463 | ↘413 |

## Инфраструктура
В селе имеется отделение связи, почта, детский сад, АЗС, средняя школа, клуб, библиотека, магазины.

## Персоналии
В селе родились художник Н. И. Верхотуров и прокурор Архангельской области Виктор Наседкин.
В Нерчинском Успенском монастыре отбывали ссылку протопоп Аввакум, вице-президент Синода Г. Дашков, А. Радкевич.
В 1923 году село посетил председатель ВЦИК М. И. Калинин.

## Достопримечательности
В селе имеется полуразрушенная церковь Успения Божией матери, которой более трехсот лет. Это самое старое здание России к востоку от Байкала. Ведётся сбор средств на её восстановление.